# Chesterfield Inlet
Chesterfield Inlet (Igluligaarjuk na língua inuktitut) é um povoado localizado na margem oeste da Baía de Hudson, na Região de Kivalliq, Nunavut, Canadá na enseada de Chesterfield. 
O seu nome em Inuktitut é Igluligaarjuk que significa "lugar de poucas casas". É a comunidade mais velha em Nunavut.
Sua população é de 332 habitantes